# 左旋香螺
左旋香螺（学名：Busycon perversum）是一种非常大的掠夺性海螺，属峨螺科的腹足纲軟體動物。舊屬香螺科，该物种有一个左旋壳。它主要吃双壳纲生物，用它的长鼻吸吮猎物的肉。

## 分布

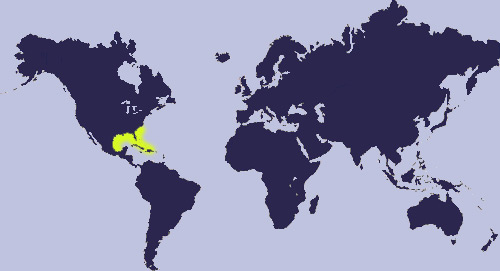
左旋香螺分布图

该物种是北美洲东南部的原生物种，往南至佛罗里达和墨西哥湾。

## 习性
左旋香螺生活在海湾浅处的沙地或者泥地。以双壳纲生物为主要食物。

## 左旋香螺与科诺比海螺
该物种与其姐妹物种科诺比海螺(Busycon carica，又名刺香螺）很相似，但是也有一些重要的不同点：
- 左旋香螺的壳为左旋，科诺比海螺为右旋。
- 左旋香螺的螺旋比科诺比海螺低。
- 左旋香螺的螺旋圈数比科诺比海螺少。
- 左旋香螺白天活动，科诺比昼夜都活动。
- 在觅食的时候，左旋香螺喜欢在较深的水域，科诺比则较浅。

## 人类使用
几千年来，美洲原住民将左旋香螺作为食物，并将其壳用于工具，装饰品，容器等。 他们认为左旋香螺的左旋性质是一个神圣的物体。